# Juliaca

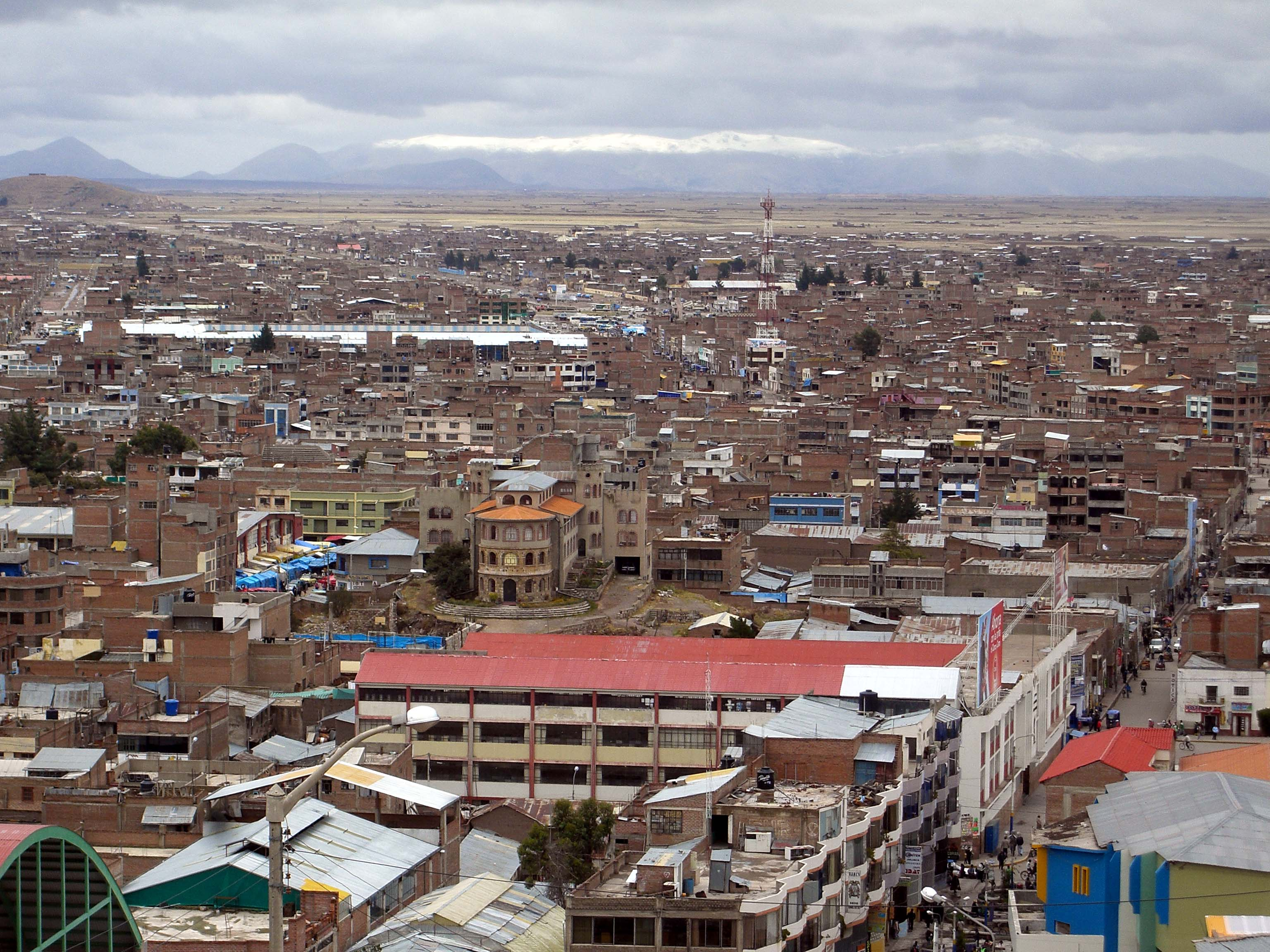
Juliaca

Juliaca is de hoofdstad van de proincie San Román, in de Peruaanse regio Puno. Juliaca ligt in het zuiden van het land; het is de grootste stad van de regio met 274.000 inwoners (2015). Juliaca is gelegen in het Hoogland van de Andes (Collao-plateau), op ongeveer 3825 meter boven zeeniveau, 45 kilometer ten noordwesten van het Titicacameer. Deze stad (ciudad) bestaat uit slechts één district en is dus identiek met het district Juliaca.
In de buurt van Juliaca liggen de ruïnes van Sillustani, een pre-Inca-begraafplaats. Het carnaval van Juliaca vindt elk jaar plaats tussen februari en maart.
Arequipa · Ayacucho · Cajamarca · Chiclayo · Chimbote · Chincha Alta · Cuzco · Huancayo · Huánuco · Huaraz · Ica · Iquitos · Juliaca · Lima · Pisco · Piura · Pucallpa · Puno · Sullana · Tacna · Tarapoto · Trujillo · Tumbes